# Manuel González Jiménez
Manuel González Jiménez (Carmona, Sevilla, 14 de mayo de 1938) es un historiador español. Sus estudios están orientados hacia la Edad Media.

## Biografía
Especialista en la Baja Edad Media en Andalucía y en los reinados de Fernando III de Castilla y Alfonso X de Castilla, ha publicado libros de algunos aspectos relacionados con el reino de Sevilla.
Fue condecorado con la Gran cruz de la Orden de Alfonso X el Sabio.

## Obras (selección)
- Documentación e itinerario de Alfonso X el Sabio.[2] Universidad de Sevilla, 2012, ISBN 8447213320, con María Antonia Carmona Ruiz
- Fernando III el Santo. Fundación José Manuel Lara. 2011, ISBN 978-84-96824-92-8.[3]
- Carmona medieval. Sevilla: Fundación José Manuel Lara, 2006. ISBN 84-96556-43-3.[4]
- En la frontera de Granada. Universidad de Granada, 2002. ISBN 84-338-2842-8, con Juan de Mata Carriazo y Arroquia
- Alfonso X el Sabio, 1252-1284. La Olmeda, 1993. ISBN 84-86844-99-1
- En torno a los orígenes de Andalucía: la repoblación del siglo XIII. Sevilla: Secretariado de la Universidad de Sevilla, D.L. 1980. ISBN 84-7405-165-7